# Ferrari 250 GTO
Ferrari 250 GTO – samochód sportowy wyprodukowany przez włoską firmę Ferrari w małej serii w latach 60. XX wieku. Uznawany za jeden z najsłynniejszych modeli firmy i obecnie za najdroższy model tej marki. Produkowany w latach 1962–1964, zasłynął w wielu wyścigach, gdzie głównym konkurentem był Aston Martin DB4 GTZ. Pierwsza generacja 250 GTO miała charakterystyczne trzy wloty powietrza na masce pomiędzy światłami, tuż ponad chłodnicą. Jednak często je zasłaniano, co widać na zdjęciu poniżej. Wyprodukowano ich (według różnych źródeł) 33 lub 36 egzemplarzy. Auto wyposażono w 12-cylindrowy silnik o pojemności 3 litrów, który uzyskiwał moc ponad 300 KM, co jak na początek lat 60. było imponującą wartością. Wysokie osiągi samochód zawdzięczał nie tylko silnikowi, lecz także nowatorskiej, jak na tamte czasy, aerodynamicznej karoserii.

## Dane techniczne
Źródła:
Ogólne
- Lata produkcji: 1962-1964[2]
- Cena w chwili rozpoczęcia produkcji (1962): 18 000 $
- Liczba wyprodukowanych egzemplarzy: 33 lub 36
- Projekt nadwozia: Sergio Scaglietti
- Zbiornik paliwa: 133 l
- Masa własna: 1000 kg

Opony
- Przód: 6.00 R15[2]
- Tył: 7.00 R15[2]

Silnik
- Typ silnika: V12[2]
- Pojemność: 2953 cm³[2]
- Układ zasilania: 6 gaźników dwugardzielowych Weber 38 DCN[2]
- Napęd: tylna oś[2]
- Moc maksymalna: 290-300 KM (213-220,5 kW) przy 7500 obr./min.[2]
- Maksymalny moment obrotowy: 294-343 Nm przy 5500 obr./min.

Osiągi
- Prędkość maksymalna: 265 km/h[2]
- 0-100 km/h: 6,2 s
- Czas przejazdu 1/4 mili: 13,5 s

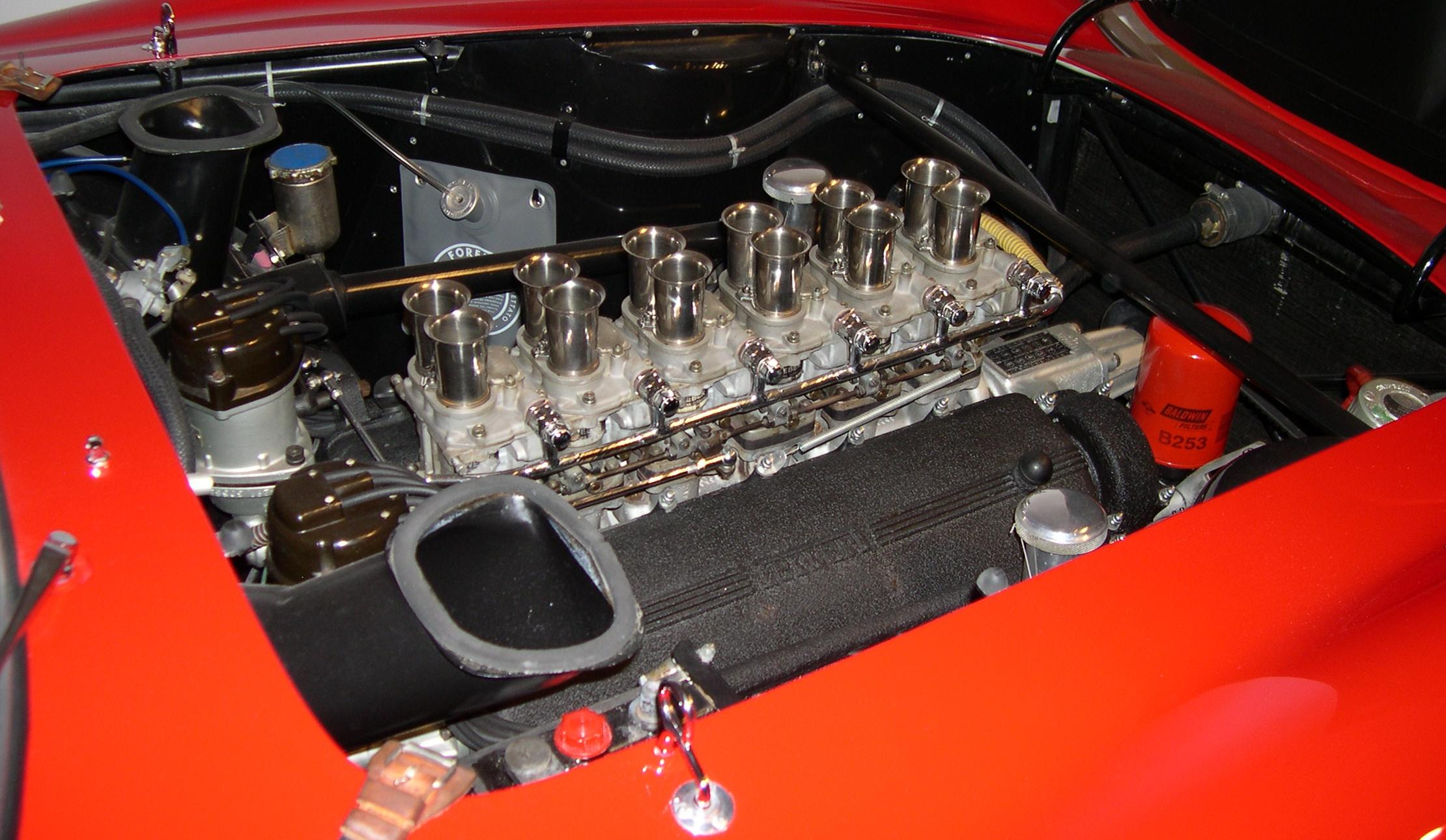
Silnik V12 Ferrari 250 GTO z 1962
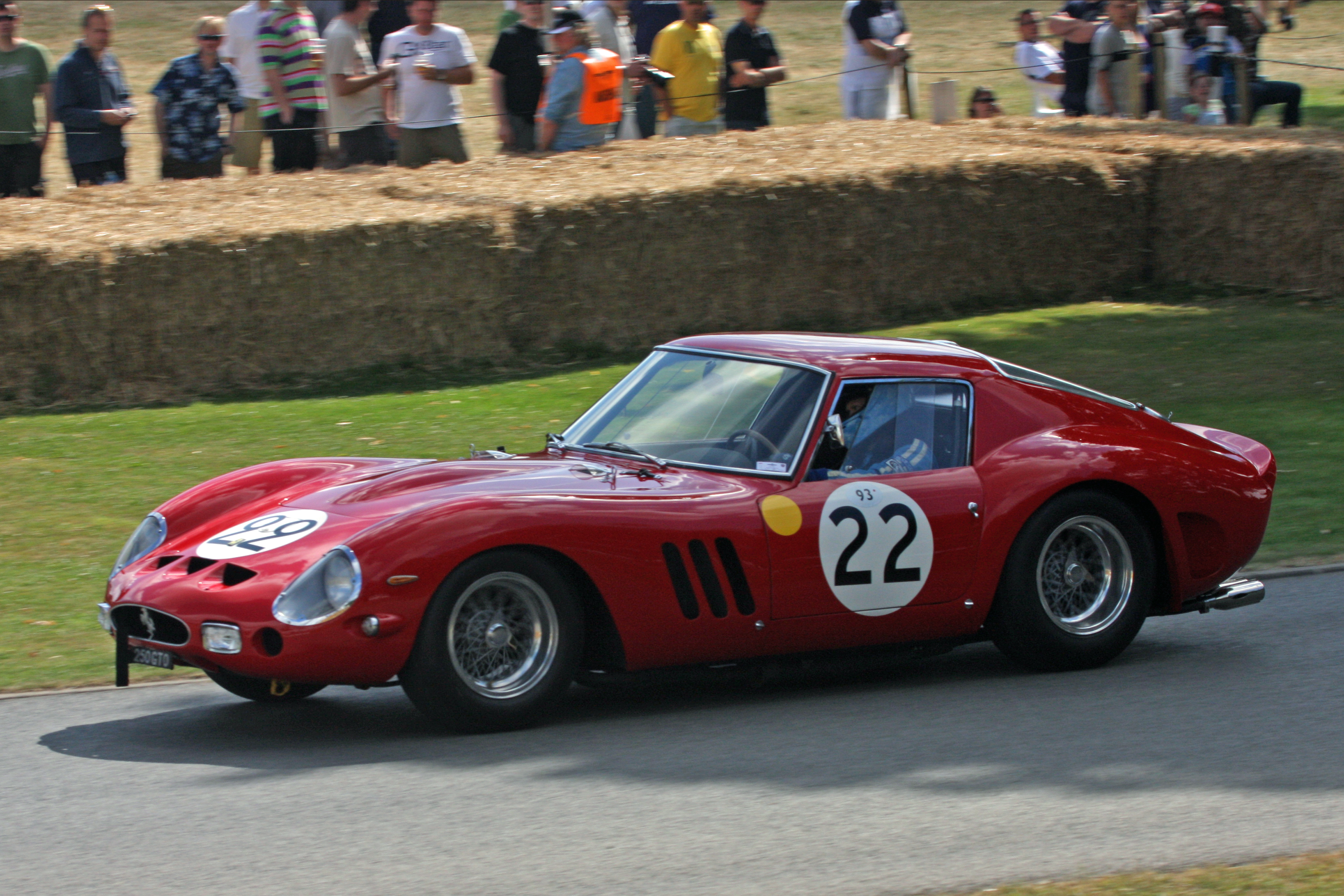
Ferrari 250 GTO

## Ferrari 250 GTO 1964

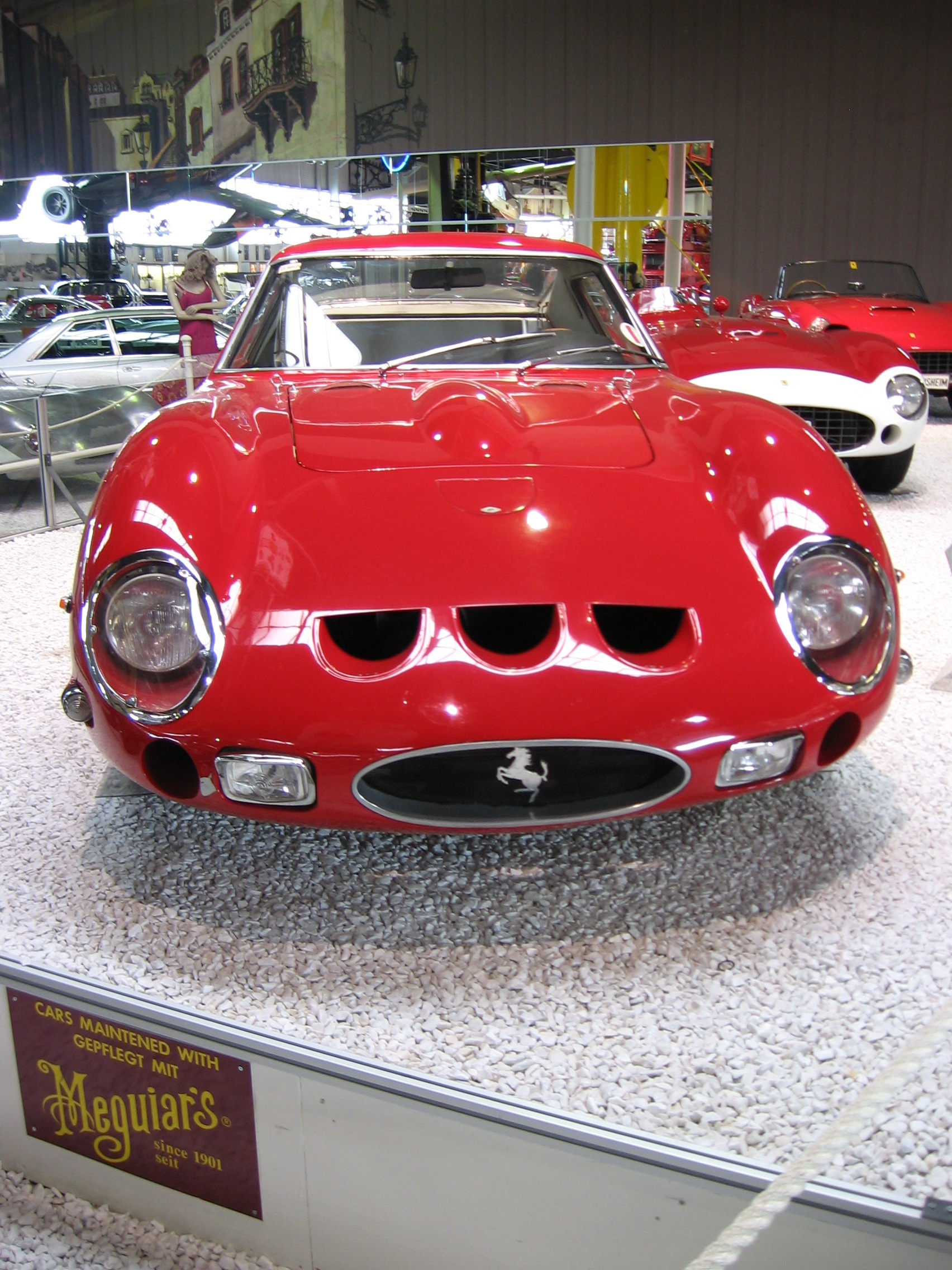
Ferrari 250 GTO

Ferrari 250 GTO produkowane w roku 1964 posiadało trzy zamiast dwóch wlotów po bokach oraz nową maskę, na której trzy duże, charakterystyczne wloty powietrza zastąpiono jednym. Wyprodukowano także (przynajmniej jeden) model bez wlotów na masce. Kolejną zauważalną różnicą jest ułożenie rur wydechowych, które w 1964 roku montowano po bokach samochodu na wysokości drzwi. Cenę auta szacuje się na 9 500 000 €.

### Dane techniczne
Ogólne
- Lata produkcji: 1964
- Liczba wyprodukowanych egzemplarzy: 3
- Zbiornik paliwa: 100 litrów
- Masa własna: 1100 kg

Opony
- Przód: 6.00 R 15
- Tył: 6.00 R 15

Osiągi
- Prędkość maksymalna: 280 km/h
- Moc maksymalna: 302 KM
- 0-100 km/h: 6,1 s
- Czas przejazdu 1/4 mili: 13,6 s

Napęd
- Typ silnika: V12
- Pojemność: 2953 cm³
- Napęd: tylna oś